# La Mahoma

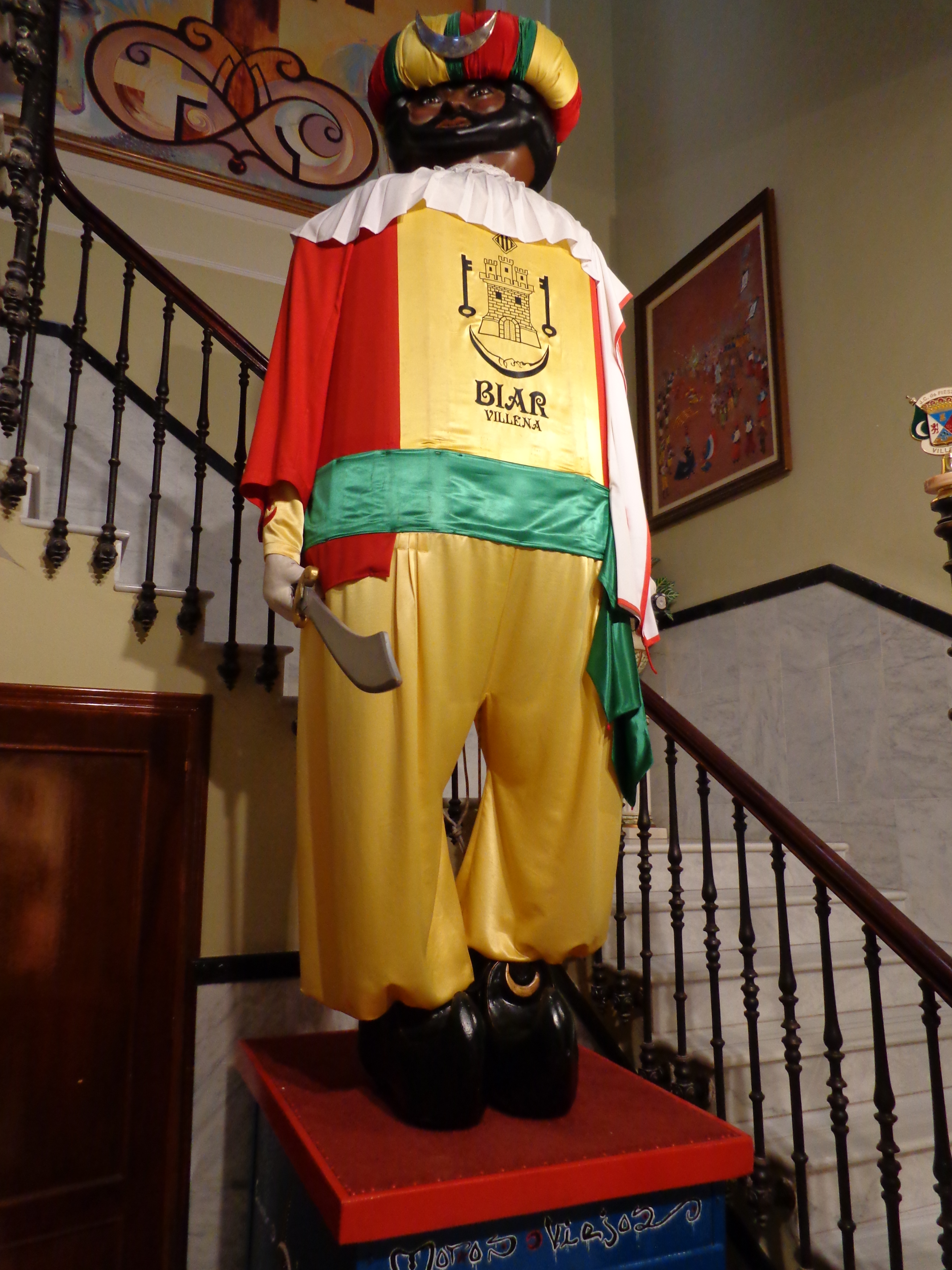
La Mahoma en la Casa del Festero de Villena

La Mahoma es un muñeco, con figura humana caracterizada a estilo musulmán, que representa al Bando Moro en las Fiestas de Moros y Cristianos de ciertas localidades de Alicante y Valencia como Benejama, Biar, Bocairente, Castalla, Bañeres y Villena.  El uso del término en femenino se debe a que la Mahoma no representa a Mahoma, el profeta de la religión del Islam. La utilización de la efigie tiene una tradición de más de cinco siglos, aunque la documentación existente para ciertas localidades (Biar y Villena) date de 1838.
Suele utilizarse para simbolizar la conversión del bando moro al cristianismo, por lo que en muchas localidades se lanza al agua o se moja la figura como símbolo del bautismo.
Su presencia en las festividades de muchas localidades de España está documentada desde muy antiguo, así ocurre con Jaén en sus fiestas de 1463 (documenta también con los nombres de Aduar o Papaz en el siglo XVIII) en las que está documentada la presencia de esta figura, junto con un acto de conversión del Rey Moro; en las fiestas de Toledo de 1533 se utilizó un gran muñeco que se le conocía como “el gran Turco”; también existe documentación para las fiestas en Alicante en el siglo XVIII, o en Biar y Villena en 1838.
Está conectada también con otras tradiciones dentro de la fiesta de moros y cristianos como son los “Bailes de los espías”. Así, en las fiestas de Alicante de 1700 ya aparecen los “espías”, personajes que ataviados de una forma singular tratan de medir e inspeccionar las murallas antes de la embajada mora, para entrar durante este acto con acompañamiento de música y bailando, de ahí el nombre de “baile de los espías”
Existió en toda la comarca del Alto Vinalopó de Alicante hasta que se eliminó en algunos pueblos de la comarca tras el Concilio Vaticano II.

## Breve descripción
La Mahoma es un muñeco gigante vestido a la turca, con llamativos colores amarillo, rojo y verde, y que presenta un sencillo mecanismo, consistente en unas cuerdas, que permiten la movilidad de ciertas partes del muñeco, como los brazos (que pueden moverse hacia delante y atrás); así como la cabeza, que se mueve de un lado a otro.

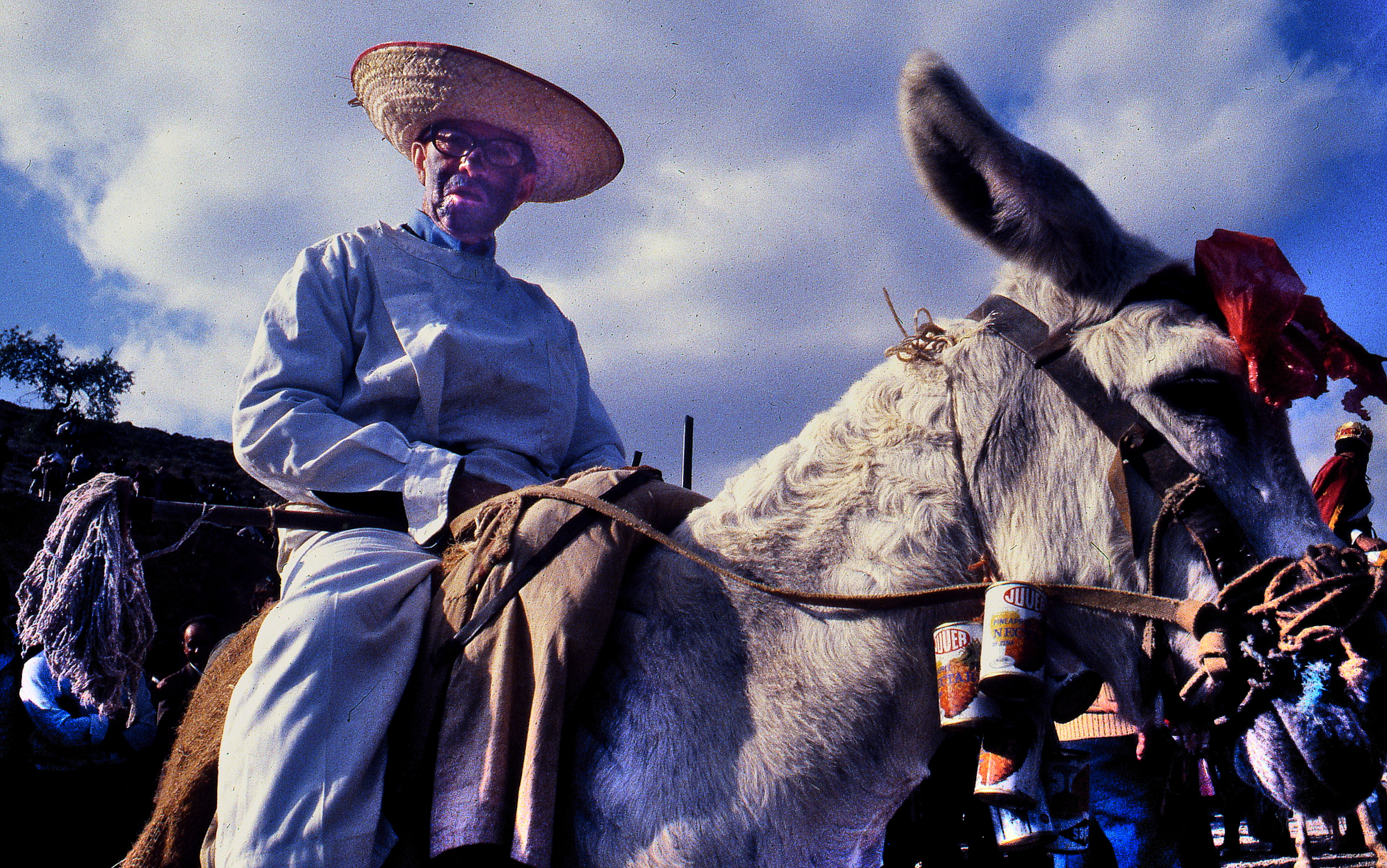
Personaje bufonesco de la fiesta de Moros y Cristianos de Mecinilla (Granada), 1980.

Demetrio E. Brisset lo encontró en la fiesta patronal de Mecina-Tedel, pueblito de la Alpujrra granadina, encarnado como “estrafalario personaje sobre un burro que improvisa con humor y picardía” Esta opinión es compartida por otros autores que consideran que este muñeco tiene una componente cómica en su origen, ya que viene a representar a un enemigo vencido y una creencia burlada.
Consiste en una figura de gran cabeza, articulada y vestida con el traje tradicional de moro, que representa al profeta Mahoma. Se coloca en el castillo en que se realizan las embajadas durante el espacio de tiempo que va entre la embajada mora y la cristiana, simbolizando de esta manera el dominio musulmán de la población. Se retira al acabar la embajada cristiana, ya que la victoria de éstos simboliza que el castillo vuelve a ser cristiano.

## Historia
Esta tradición está relacionada con los gigantes y cabezudos aragoneses y catalanes y viene de la Edad Media. Hay constancia de su utilización en Jaén ya en 1463, y también aparece con el nombre de Aduar o Papaz en Alicante, Alcoy y Orihuela a lo largo del siglo XVIII. En Biar  aparece documentada desde 1838 en el Semanario Pintoresco Español, pero es muy probable que ya existiera con anterioridad, pues en el artículo se dicho semanario ya aparece la tradición de compartirla con Villena. En estas últimas localidades se da la peculiaridad de que comparten la misma figura, que Biar cede a Villena al acabar sus fiestas de Moros y Cristianos con la celebración del Ball dels Espies (Danza de los Espías). Hasta entrado el siglo XX la figura se destrozaba o destruía de forma más o menos completa. Según Teodoro Llorente, que describió las fiestas de Villena alrededor de 1900, durante el siglo XVIII se le hacía estallar la cabeza con pólvora, apareciendo también esta tradición en la referencia de 1838.
En Biar está documentada La Mahoma en 1838 gracias al Semanario Pintoresco Español con fecha del 5 de mayo de 1839 donde es descrita la fiesta de Biar del anterior año.
Desde Biar la tradición de la Mahona se extendió a otras localidades, lo cual podría justificar que localidades como Benejama, Castalla, Sax, Petrel, Bañeres de Mariola, Callosa de Ensarriá, Enguera y Bocairente tuvieran este muñeco como parte del elenco de las fiestas de moros y cristianos.
Tanto del artículo de 1838 en el Semanario Pintoresco Español, como en Vida del Excmo. Sr. D. Joaquín María López, publicada en 1857  por Fermín Caballero, se puede deducir que la misma efigie era originalmente compartida también con diversas poblaciones vecinas (se menciona Castalla y Yecla) pero Villena y Biar debieron llegar a una clase de acuerdo para evitar perder la imagen de su ámbito geográfico de influencia, haciéndose más caro el tener que construir una nueva cada año.
Aunque estas prácticas con el muñeco de La Mahoma fueron dulcificándose a partir del Concilio Vaticano II, no fue hasta el año 2006 cuando  muchas localidades de la Comunidad Valenciana dejaron de utilizar La Mahona, o al menos dejaron de realizarse ciertos actos con el muñeco por considerarlos ofensivos para los practicantes de la religión musulmana, como hacerle explotar la cabeza, o quemar el muñeco.
A partir de ese año, tan sólo seis localidades valencianas y alicantinas (Castalla, Biar, Villena, Benejama, Bañeres y Bocairente) mantuvieron al gigante de barba negra y turbante blanco. En Elda y Petrel lo eliminaron definitivamente de sus Moros y Cristianos en los años 60 del siglo XX (en las que anteriormente el muñeco era arrojado desde el castillo, le explotaban la cabeza y lo quemaban).  Según algunos documentos, se considera que la tradición desapareció de manera natural, aunque la versión de los festeros más veteranos es otra versión, ya que lo que se comenta es que esta tradición podía incomodar mucho a los dos embajadores de países musulmanes que habían invitado a ver los festejos, por lo cual decidieron eliminarlos de la fiesta.
Otros autores consideran que en Petrel, La Mahoma se suprimió en 1965 a petición de los curas de la parroquia, acabando con una tradición que está documentada en 1896, cuando ya participaba en la entrada con la comparsa de Moros y después se colocaba en el castillo de embajadas. En Villena, La Mahoma se suprimió en 1967 pero se recuperó al año siguiente, por el descontento de los lugareños, aunque, sin explotarle la cabeza.

## Enlaces de interés
- Web oficial de los Moros y Cristianos de Villena
- Fiestas de Moros y Cristianos de Villena
- La Mahoma en las Fiestas de Villena y Biar

- Datos: Q11687702